# Bergisches Land

Bergisches Land, Renânia do Norte-Vestfália, Alemanha

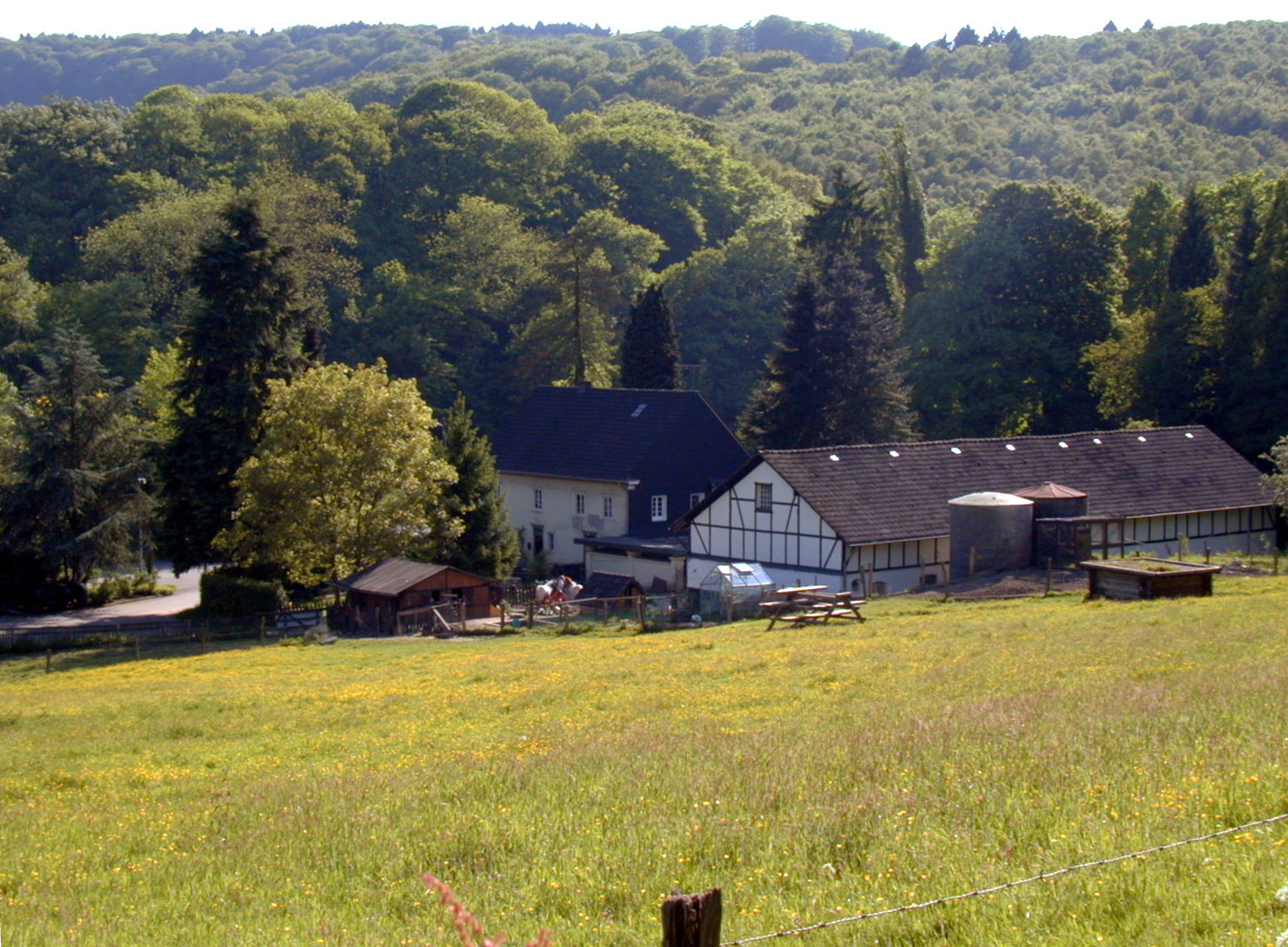
Vista da floresta de Burg com uma fazenda típica de Bergisches

A Bergisches Land (alemão: [ˈbɛʁɡɪʃəs ˈlant], País de Berg) é uma região pequena cadeia montanhosa no interior do estado de North Rhine-Westphalia, Alemanha, a leste do Rio Reno, ao sul do Ruhr. A paisagem é moldada por bosques, prados, rios e riachos e contém mais de 20 lagos artificiais. Wuppertal é uma das maiores cidades e vista como a capital da região, enquanto a parte sul hoje em dia tem laços econômicos e socioculturais mais estreitos com Colônia. Wuppertal e as cidades vizinhas de Remscheid, Solingen formam o Bergisches Städtedreieck.

## História
A terra de Bergisches costumava ser território do Condado de Berg, que mais tarde se tornou o Ducado de Berg, que deu nome à região. O ducado foi dissolvido em 1815 e em 1822 a região passou a fazer parte da Província do Reno, na Prússia.
Entre a população atual, destaca-se a sensação de pertencer à região Bergisches Land, na parte montanhosa do norte, mas não muito mais nas áreas próximas à Colônia Bight, no Vale do Ruhr ou na cidade de Düsseldorf.

### Crescimento econômico
A região ficou famosa durante o período de sua industrialização no século XIX. Naquela época, o Vale de Wupper era um histórico Vale do Silício. Suas cidades gêmeas Barmen e Elberfeld eram as capitais comerciais e industriais da Prússia na época. Esse crescimento econômico causou a expansão do Ruhrgebiet como área de mineração de carvão e deu origem a pesquisas e o sublinhado teórico do empreendedorismo social e do socialismo: Friedrich Engels nasceu em Barmen, dono de uma fábrica têxtil.
Após a crise industrial da década de 1960, a região perdeu importância, mas as cooperações de empresários da Bergisches Land, cidadãos ativos e políticos estão trazendo de volta alguma consciência regional e poder econômico.

## Cidades e distritos

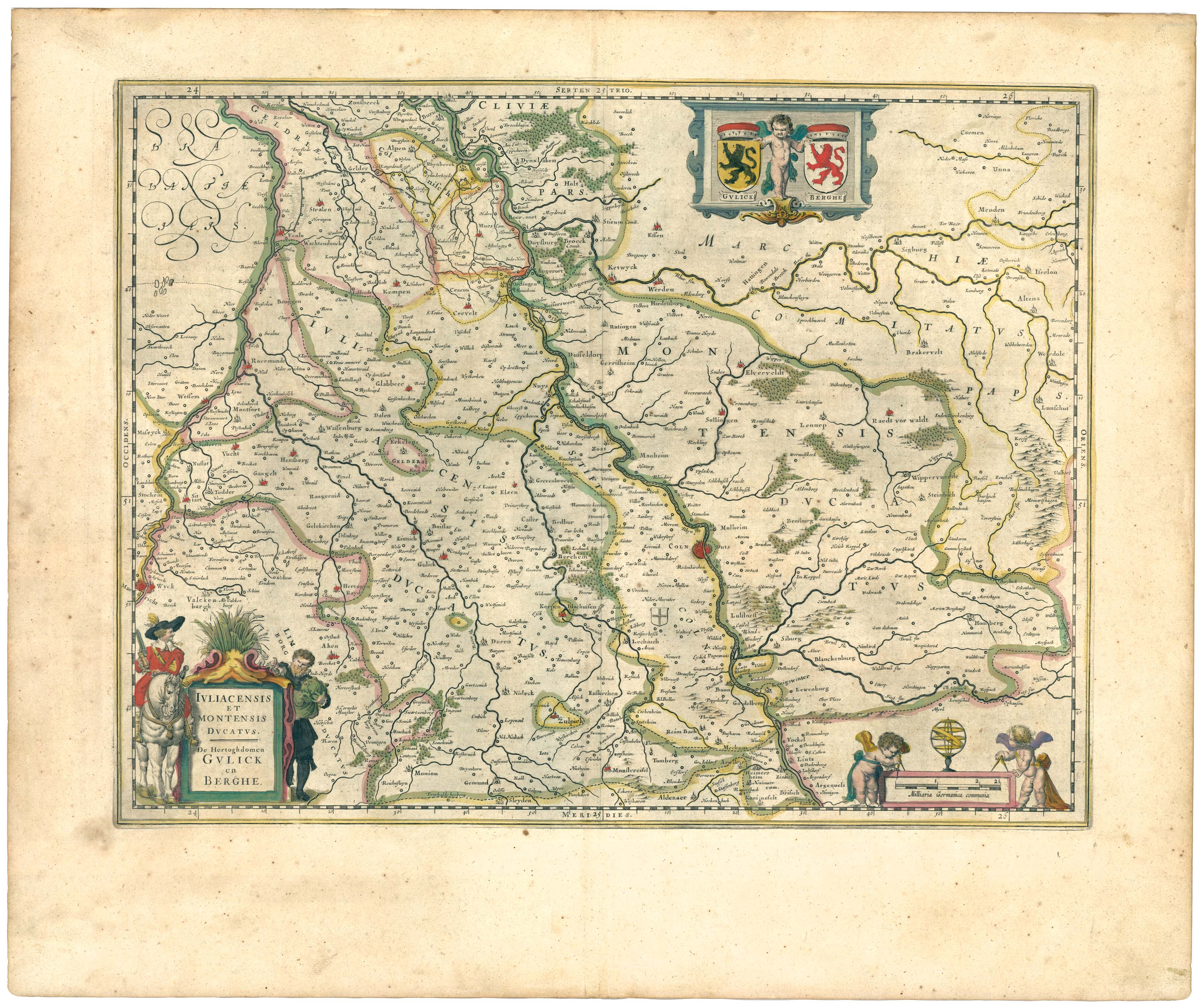
Iuliacensis et Montensis Ducatus, 1645, de Blaeu

|  | Cidade/distrito        | Afiliação                  | Parte do ducado Berg (1789) | Parte de Bergisches Land na conscientização local |
|  | ---------------------- | -------------------------- | --------------------------- | ------------------------------------------------- |
|  | Bad Honnef             | Rhein-Sieg-Kreis           | X                           |                                                   |
|  | Bergisch Gladbach      | Rheinisch-Bergischer Kreis | X                           | X                                                 |
|  | Bergneustadt           | Oberbergischer Kreis       | X                           | X                                                 |
|  | Burscheid              | Rheinisch-Bergischer Kreis | X                           | X                                                 |
|  | Düsseldorf             | sem afiliação              | X                           |                                                   |
|  | Eitorf                 | Rhein-Sieg-Kreis           | X                           | X                                                 |
|  | Engelskirchen          | Oberbergischer Kreis       | X                           | X                                                 |
|  | Erkrath                | Kreis Mettmann             | X                           | X                                                 |
|  | Gummersbach            | Oberbergischer Kreis       |                             | X                                                 |
|  | Haan                   | Kreis Mettmann             | X                           | X                                                 |
|  | Heiligenhaus           | Kreis Mettmann             | X                           | X                                                 |
|  | Hennef                 | Rhein-Sieg-Kreis           | X                           | X                                                 |
|  | Hilden                 | Kreis Mettmann             | X                           | X                                                 |
|  | Hückeswagen            | Oberbergischer Kreis       | X                           | X                                                 |
|  | Kürten                 | Rheinisch-Bergischer Kreis | X                           | X                                                 |
|  | Langenfeld             | Kreis Mettmann             | X                           | X                                                 |
|  | Leichlingen            | Rheinisch-Bergischer Kreis | X                           | X                                                 |
|  | Leverkusen             | sem afiliação              | X                           | X                                                 |
|  | Lindlar                | Oberbergischer Kreis       | X                           | X                                                 |
|  | Lohmar                 | Rhein-Sieg-Kreis           | X                           | X                                                 |
|  | Marienheide            | Oberbergischer Kreis       |                             | X                                                 |
|  | Mettmann               | Kreis Mettmann             | X                           | X                                                 |
|  | Monheim                | Kreis Mettmann             | X                           | X                                                 |
|  | Morsbach               | Oberbergischer Kreis       | X                           | X                                                 |
|  | Much                   | Rhein-Sieg-Kreis           | X                           | X                                                 |
|  | Mülheim an der Ruhr    | sem afiliação              | X                           |                                                   |
|  | Neunkirchen-Seelscheid | Rhein-Sieg-Kreis           | X                           | X                                                 |
|  | Niederkassel           | Rhein-Sieg-Kreis           | X                           |                                                   |
|  | Nümbrecht              | Oberbergischer Kreis       |                             | X                                                 |
|  | Odenthal               | Rheinisch-Bergischer Kreis | X                           | X                                                 |
|  | Overath                | Rheinisch-Bergischer Kreis | X                           | X                                                 |
|  | Ratingen               | Kreis Mettmann             | X                           | X                                                 |
|  | Radevormwald           | Oberbergischer Kreis       | X                           | X                                                 |
|  | Reichshof              | Oberbergischer Kreis       | X                           | X                                                 |
|  | Remscheid              | sem afiliação              | X                           | X                                                 |
|  | Rösrath                | Rheinisch-Bergischer Kreis | X                           | X                                                 |
|  | Ruppichteroth          | Rhein-Sieg-Kreis           | X                           | X                                                 |
|  | Sankt Augustin         | Rhein-Sieg-Kreis           | X                           |                                                   |
|  | Siegburg               | Rhein-Sieg-Kreis           | X                           |                                                   |
|  | Solingen               | sem afiliação              | X                           | X                                                 |
|  | Troisdorf              | Rhein-Sieg-Kreis           | X                           |                                                   |
|  | Velbert                | Kreis Mettmann             | X                           | X                                                 |
|  | Waldbröl               | Oberbergischer Kreis       | X                           | X                                                 |
|  | Wermelskirchen         | Rheinisch-Bergischer Kreis | X                           | X                                                 |
|  | Wiehl                  | Oberbergischer Kreis       |                             | X                                                 |
|  | Windeck                | Rhein-Sieg-Kreis           | X                           | X                                                 |
|  | Wipperfürth            | Oberbergischer Kreis       | X                           | X                                                 |
|  | Wülfrath               | Kreis Mettmann             | X                           | X                                                 |
|  | Wuppertal              | sem afiliação              | X                           | X                                                 |